# ヘレン・シェイヴァー
ヘレン・シェイヴァー（Helen Shaver、1951年2月24日 - ）は、カナダのオンタリオ州出身の女優、テレビ演出家である。
細身で時に繊細かつ神経質な役柄や屈折した難しい役柄を主に得意とし、1980年代以降はハリウッド映画において存在感を残した。1970年代より多くの作品に出演し、テレビ作品においては高い評価を博した。
主な出演作品として、1986年のカナダ作品で実話をもとに製作された『漂流/極限の74日間』、1988年の主演作で重厚な人間ドラマとして名高いイギリス映画『身代わりの樹』、そして1995年の、話が出来るゴリラと少年の交流を描いた心温まるファンタジー『ケイティ』での主人公の母親役などが知られる。
2番目の夫は映画プロデューサーのスティーヴン・ルーサー (1979-1982)。

## 主な出演作品
- コンバット/恐怖の人間狩り Shoot (1976)
- 動物救助隊 Search and Rescue (1977)
- スターシップ・インベーション Starship Invasions (1977)
- ハイローリング High-Ballin (1978)
- 悪魔の棲む家 The Amityville Horror (1979)
- バイオレント・サタデー The Osterman Weekend (1983)
- おかしな関係 Best Defense (1984)
- ビビアンの旅立ち Desert Hearts (1985)
- 漂流/極限の74日間 Lost! (1986)
- マルサなんか怖くない Many Happy Returns (1986)
- ハスラー2 The Color of Money (1986)
- サンタリア 魔界怨霊 The Believers (1987)
- リトルフット The Land Before Time (1988)
- B.L.ストライカー/復讐のシャドー・コップ B.L. Stryker : The Dancer's Touch (1989)
- 身代わりの樹 Tree of Hands (1989)
- 丹波哲郎の霊界ワールド　1998年
- マイアミ狂騒曲 WIOU (1990-1991)
- 黄土の英雄/軍医ベシューンの生涯 Bethune: The Making of a Hero (1990)
- 新･刑事コロンボ/かみさんよ、安らかに Columbo: Rest in Peace, Mrs. Columbo (1990) ゲスト･犯人ヴィヴィアン･ドミートリー役
- ゼブラヘッド Zebrahead (1992)
- 恋に焦がれて That Night (1992)
- ケイティ Born to Be Wild (1995)
- トレマーズ2 Tremors II: Aftershocks (1996)
- 栄光と狂気 Rowing Through (1996)
- ザ・クラフト The Craft (1996)
- カミング・アウト Common Ground (2000)
- Lの世界 The L Word (2004) ゲスト
- ザ･キーパー[監禁] The Keeper (2004)
- 4400 未知からの生還者 The 4400 (2004) ゲスト

## 主な演出作品
- エレメンタリー ホームズ&ワトソン in NY Elementary (2014) ※シーズン2
- スニーキー・ピート Sneaky Pete (2018)
- インパルス Impulse (2018)
- ウエストワールド Westworld (2020)